# سمانه ناظری
سمانه ناظری (زاده ۱۳۷۴ - اصفهان) دروازه‌بان اسبق تیم ملی اینلاین هاکی ایران اهل ایران است. او در سال‌های ۲۰۱۲ و ۲۰۱۶ موفق به کسب مدال برنز تیمی در رقابت‌های آسیایی در چین شد.

## آغاز فعالیت ورزشی
سمانه ناظری اسکیت را از سال ۱۳۸۴ و از سالن استادیوم شهرستان خمینی شهر اصفهان شروع کرد. پس از پایان دورهٔ حرفه‌ای اسکیت، رشتهٔ اسکیت هاکی را انتخاب کرد و در سال ۸۶ همراه با تیم شهرستان خمینی‌شهر، در اولین مسابقات استانی خود باعنوان دروازه‌بان شرکت نمود و مقام دوم را به همراه تیم به دست آورد.

## حضور در تورنمنت‌ها

### مسابقات لیگ اسکیت هاکی بانوان ایران
- مقام دوم مسابقات استانی اسکیت هاکی سال ۱۳۸۶
- مقام دوم مسابقات دستجات آزاد اسکیت هاکی کشور ۱۳۸۷
- مقام سوم در اولین دوره لیگ اسکیت هاکی کشور ۱۳۸۸
- مقام دوم در سومین دوره لیگ اسکیت هاکی کشور ۱۳۸۹
- مقام دوم در چهارمین دوره لیگ اسکیت هاکی کشور ۱۳۹۰
- مقام اول در پنجمین دوره لیگ اسکیت هاکی کشور ۱۳۹۲
- مقام اول در ششمین دوره لیگ اسکیت هاکی کشور ۱۳۹۴
- مقام سوم در هفتمین دوره لیگ اسکیت هاکی کشور ۱۳۹۵
- مقام اول در هشتمین دوره لیگ اسکیت هاکی کشور ۱۳۹۶

### مسابقات آسیایی
- ۲۰۱۲ - مسابقات آسیایی هی فی چین - کسب عنوان سوم تیمی
- ۲۰۱۴ - مسابقات آسیایی هاینینگ چین - کسب عنوان چهارم تیمی
- ۲۰۱۶ - مسابقات آسیایی لیشویی چین - کسب عنوان سوم تیمی[۲]

### جام جهانی
- ۲۰۱۶ - مسابقات جام جهانی ایتالیا[۳][۴] - کسب عنوان نوزدهم

## افتخارات بین‌المللی
- ۲۰۱۲ - سوم آسیا (هی فی، چین)
- ۲۰۱۶ - سوم آسیا (لیشویی، چین)

## جوایز
حکم بهترین دروازبانی -در چهارمین دوره مسابقات لیگ برتر اسکیت هاکی بانوان-تهران ۱۳۹۰
حکم بهترین دروازبانی-در پنجمین دوره مسابقات لیگ برتر اسکیت هاکی بانوان_تهران ۱۳۹۱

## گواهی نامه‌ها
حضور در کمپ دروازه‌بانی به مدرسی مربی فنلاندی Jukka Kuusivuori تهران ۱۳۹۵
مربیگری درجه ۲ و ۳ اسکیت سرعت و اسکیت هاکی

## سوابق مربیگری
مربی اسکیت پایه و اسکیت هاکی باشگاه استادیوم خمینی شهر اصفهان از سال ۱۳۹۳ تا اکنون

## سمت‌ها
نایب رئیس کمیته اسکیت هاکی استان اصفهان از سال ۱۳۹۸ تا کنون